# Joannis Avramidis
Joannis Avramidis (in greco: Iωάννης Aβραμίδης; Batumi, 23 settembre 1922 – 16 gennaio 2016) è stato uno scultore sovietico naturalizzato austriaco di madrelingua greca.

## Biografia
Nato in Georgia, all'epoca parte dell'Unione Sovietica, da una famiglia di greci del Ponto, cominciò i suoi studi all'accademia d'arte di Batumi nel 1937. Due anni dopo, a seguito della persecuzione e della morte del padre, seguì la famiglia in Grecia.
Da qui, nel 1943 si trasferì a Vienna, dove studiò all'Accademia di belle arti di Vienna. A partire dagli anni cinquanta divenne un affermato scultore, grazie alle sue figure di corpi umani astratti. Nel 1962 rappresentò l'Austria alla Biennale di Venezia.
Nel 1965 cominciò anche ad insegnare: prima all'Accademia di Vienna (1965-1966), poi ad Amburgo (1966-1967), poi di nuovo a Vienna (1968-1992). Tra i suoi allievi si ricordano il tedesco Reinhard Puch e l'italiano Lois Anvidalfarei.

## Premi e riconoscimenti
- 1956: Premio nazionale dell'Accademia di belle arti di Vienna
- 1958: Österreichischer Förderungspreis für Plastik
- 1961: Förderungspreis der Stadt Wien, Vienna
- 1961: Premio Hugo von Montfort, Bregenz
- 1964: Premio della città di Vienna per le arti figurative
- 1968: Premio Will Grohmann, Berlino
- 1973: Gran premio nazionale austriaco per le arti figurative